# Ko Un

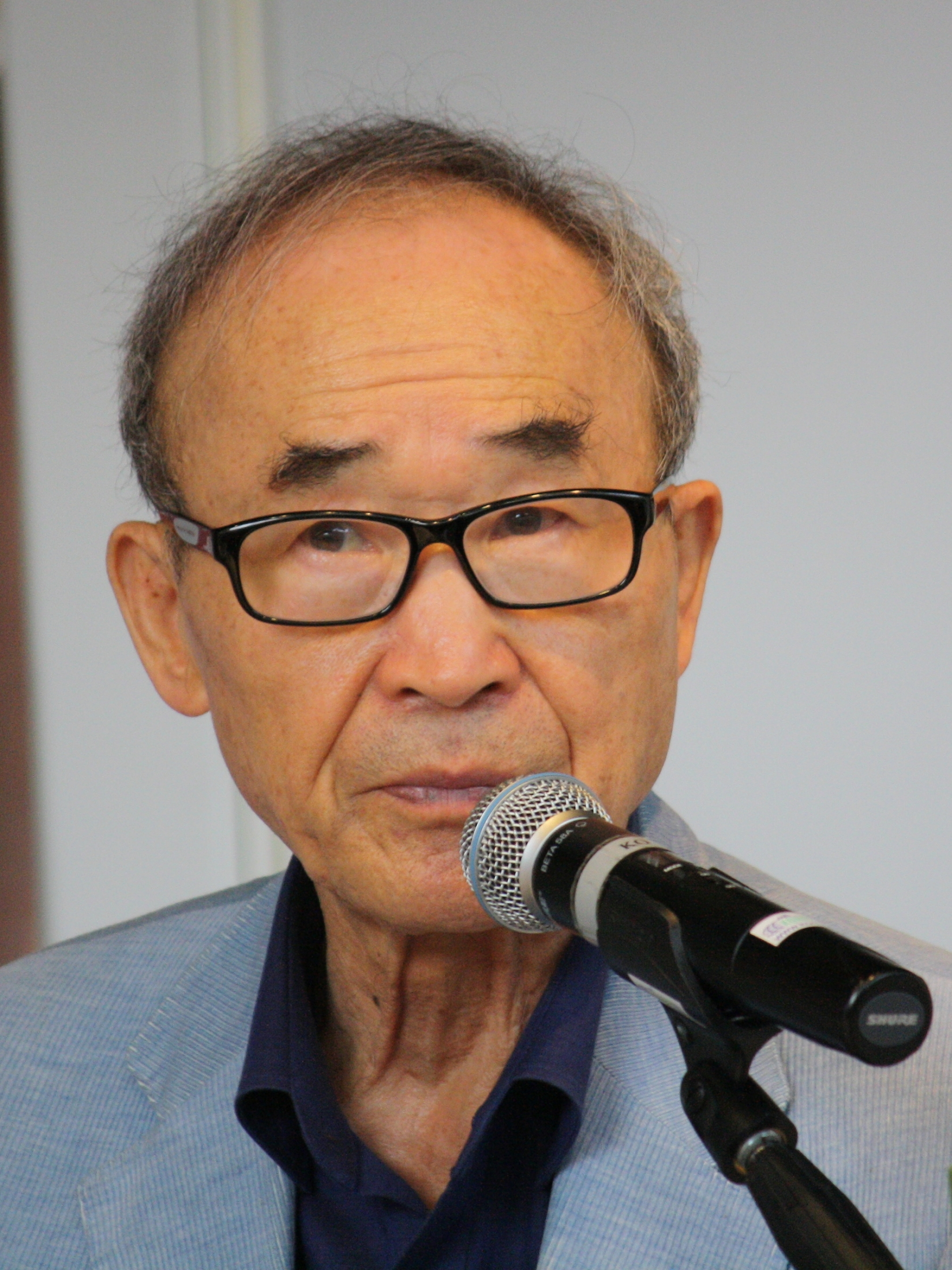
Ko Un

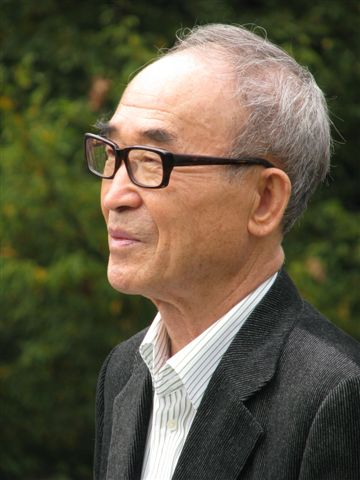
Ko Un

Ko Un (hangul:고 은; Gunsan, 1 de agosto de 1933) é um poeta sul-coreano. O seu nome de escrita é Ho.
Em 1952, aderiu ao budismo e tornou-se monge. Em 1958, sob patrocínio do poeta Cho Ji-hun, publicou um poema na revista Poesia moderna. Deixou a comunidade budista em 1962. A partir de 1970, entrou na luta contra a ditadura. Após a relativa democratização do país, em 1988, lutou pela reunificação da Coreia e visitou a Coreia do Norte.
Recebeu o Prémio dos Escritores Coreanos (1974), o prémio Joong-Ang (1991), o prémio Daesan (1994) e o prémio Manhae (1998).
Nas suas primeiras obras, Ko Un não se inspirou somente no budismo, interessando-se também pelo pensamento cristão e procurou ao mesmo tempo encontrar um equilíbrio entre as tradições orientais e a universidade do helenismo. Mais tarde, foi ainda a poesia que lhe permitiu ensaiar o niilismo que se expandia entre os intelectuais. Denunciou violações dos direitos do homem e a desigualdade entre classes sociais, o que lhe valeu estadias na prisão algumas vezes. Depois de 1985, tem-se interessado mais pela vida dos indivíduos e pela história da Coreia.

## Obras
Ko Un publicou mais de 120 volumes, entre eles muitos de poesia, obra narrativa sobretudo budista, autobiografia, teatro, ensaios, traduções de chinês clássico, livros de viagens, etc. Está traduzido em numerosas línguas.

### Poesia
- Other World Sensibility (1960)
- Seaside Poems: God, the Last Village of Languages (1966)
- Sentence to Death (1960, 1988)
- Senoya: Little Songs (1970)
- On the Way to Munui Village (1977)
- Going into Mountain Seclusion (1977)
- The Continent 1-9 (1977)
- Early Morning Road (1978)
- Homeland Stars (1984)
- Pastoral Poems (1986)
- Fly High, Poems! (1986)
- The Person Who Should Leave (1986)
- Sumi Mountain (1987)
- Nirvana (1988)
- Your Eyes (1988)
- My Evening (1988)
- The Grand March of That Day (1988)
- Morning Dew (1990)
- For Tears (1991)
- One Thousand Years’ Cry and Love: Lyrical Poems of Paektu Mountain (1990)
- Sea Diamond Mountain (1991)
- What?-Zen Poems (1991)
- Songs on the Street (1991)
- Song of Tomorrow (1992)
- The Road Not Yet Taken (1993)
- Songs for ChaRyong (1997)
- Dokdo Island (1995)
- Ten Thousand Lives, 15 volumi (1986-1997)
- Paektu Mountain: An Epic, 7 volumi (1987-94)
- A Memorial Stone (1997)
- Whispering (1998)
- Far, Far Journey (1999)
- South and North (2000)
- The Himalayan Poems (2000)
- Flowers of a Moment (2001)
- Poetry Left Behind (2002)
- Late Songs (2002)
- Ten Thousand Lives, Volumi 16-20 (2003)
- Ten Thousand Lives, Volumi 21-23 (2006)

### Novelas de ficção
- Cherry Tree in Another World (1961)
- Eclipse (1974)
- A Little Traveler (1974)
- Night Tavern: A Collection of Short Stories (1977)
- A Shattered Name (1977)
- The Wandering Souls: Hansan and Seupduk (1978)
- A Certain Boy: A Collection of Short Stories (1984)
- The Garland Sutra (Little Pilgrim) (1991)
- Their Field (1992)
- The Desert I Made (1992)
- Chongsun Arirang (1995)
- The Wandering Poet Kim, 3 volumi (1995)
- Zen: A Novel, 2 volumi (1995)
- Sumi Mountain, 2 volumi (1999)

### Ensaios
- Born to be Sad (1967)
- Sunset on the G-String (1968)
- Things that Make Us Sad (1968)
- Where and What Shall We Meet Again? — A Message of Despair (1969)
- An Era is Passing (1971), (1973)
- For Disillusionment (1976)
- Intellectuals in Korea (1976)
- The Sunset on the Ghandis (1976)
- A Path Secular (1977)
- With History, With Sorrow (1977)
- For Love (1978)
- Or Truth (1978)
- For the Poor (1978)
- Penance to the Horizon (1979)
- My Unnamable Spiritual (1979)
- Age of Despair & Hope (1985)
- You and I on Earth (1985)
- Flowers from Suffering (1986)
- Flow, Water (1987)
- Ko Un’s Correspondence (1989)
- The Leaves Become Blue Mountain (1989)
- Wandering and Running at Full Speed (1989)
- History is Dreaming (1990)
- How I Wandered from Field to Field (1991)
- Diamond Sutra I Experience (1993)
- Meditation in the Wilderness (1993)
- Truth-Seeker (1993)
- I Will Not Be Awakened (1993)
- At the Living Plaza (1997)
- Morning with Poetry (1999)
- The Road Has Traces of Those Who Went Before (2001)
- The History I Met (2002)
- Towards a Plaza (2002)

### Reportagens de viagem
- Old Temples: My Pilgrimage, My Country (1974)
- Cheju Island (1975)
- A Trip to India (1993)
- Mountains and Rivers,(1999)
- My Mountains and Rivers (1999)

### Crítica literária
- Literature and People (1986)
- Poetry and Reality (1986)
- Twilight and Avant-Garde (1990)

### Biografias
- A Critical Biography of Yi Jungsŏp (1973)
- A Critical Biography of the Poet Yi Sang (1973)
- A Critical Biography of Han Yong-Un (1975)

### Autobiografia
- Son of Yellow Soil: My Childhood (1986)
- I, Ko Un, 3 Volumes (1993)
- My Bronze Period (1995) I & II

### Traduções
- Selected Poems of the Tang Dynasty (1974)
- Selected Poems of Tufu (1974)
- Chosa: Selected Poems by Kulwon (1975)
- Selected Poems form The Book of Odes (1976)

### Livros infantis
- I am a Country Dog (1997)
- I Want to be a Postman
- Spook in the Rainy Day
- Chayŏng’s Birthday party